# 댄 툴리스 주니어
댄 툴리스 주니어(Dan Tullis Jr., 1951년 7월 8일 ~ )는 미국의 영화배우, 연극 배우, 텔레비전 배우이다.
옥스나드에서 태어났다.

## 영화
- 더 디스트릭트 (2000년)
- 프라이벗 워즈 (1993년)
- CIA 암호명 알렉사 (1992년)
- 욕망의 거리 (1990년)
- 악령의 퍼스트 파워 (1990년)
- 더블 보더 (1987년)
- 못말리는 번디 가족 (1987년)